# Karvasvaara
Karvasvaara är en kulle i Finland. Den ligger i Rovaniemi i landskapet Lappland, i den norra delen av landet, 800 km norr om huvudstaden Helsingfors. Toppen på Karvasvaara är 244 meter över havet, eller 93 meter över den omgivande terrängen. Bredden vid basen är 1,5 km.
Terrängen runt Karvasvaara är huvudsakligen platt. Runt Karvasvaara är det mycket glesbefolkat, med 2 invånare per kvadratkilometer.